# 22106 Tomokoarai
22106 Tomokoarai este un asteroid din centura principală de asteroizi.

## Descriere
22106 Tomokoarai este un asteroid din centura principală de asteroizi. A fost descoperit pe 5 iulie 2000 la Stația Anderson Mesa în cadrul programului LONEOS. Asteroidul prezintă o orbită caracterizată de o semiaxă mare de 2,60 ua, o excentricitate de 0,26 și o înclinație de 24,4° în raport cu ecliptica.